# 吐合駅
吐合駅（はきあいえき）は、かつて宮崎県延岡市北方町曽木にあった高千穂鉄道高千穂線の駅である。高千穂線の部分廃線によって2007年（平成19年）に廃駅となった。

## 歴史
- 1957年（昭和32年）2月1日：国有鉄道日ノ影線の駅として開業[1]。
- 1987年（昭和62年）4月1日：国鉄分割民営化により九州旅客鉄道の駅となる[1]。
- 1989年（平成元年）4月28日：第三セクター転換により高千穂鉄道の駅となる[1]。
- 2005年（平成17年）9月6日：台風14号による被害で高千穂線が全線運休となる。
- 2007年（平成19年）9月6日：延岡 - 槇峰間廃線により廃駅となる。

## 駅構造
単式ホーム1面1線を有する地上駅であり、待合室が併設された無人駅であった。駅出入口は床屋の脇道に設けられていた。

## 利用状況
1日平均乗車人員は7人であった（2003年度）。

## 駅周辺
- 国道218号
- 宮崎県道215号板上曽木線
- 五ヶ瀬川

## 現状
ホームや駅名標が残るが、待合室は撤去済み。線路も撤去されており、線路跡は雑木林と化している。

## 隣の駅
高千穂鉄道
■高千穂線
日向岡元駅 - 吐合駅 - 曽木駅